# Synklinorium

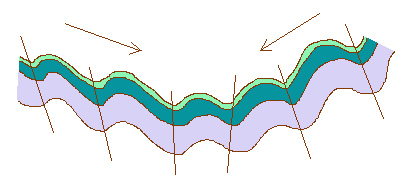
Synklinorium (schematisch)

Ein Synklinorium oder Synklinale ist eine großräumige geologische Struktur in Form einer Einbuchtung. Die beiden Flügel der Struktur fallen, wie das Wort besagt „aufeinander zu“.
Ein Synklinorium besteht meistens aus einer Serie von Einzelfalten, die sich zu einer wannenförmigen Struktur zusammenfügen.
Das Gegenstück zu einem Synklinorium ist ein Antiklinorium in Form einer Wölbung, bei der die Flügel „voneinander weg fallen“.